# Jõhvi
 Ovo je glavno značenje pojma Jõhvi. Za druga značenja pogledajte Jõhvi (razdvojba).
Jõhvi (njem. Jewe) je grad u sjeveroistočnoj Estoniji, glavni je grad okruga Ida-Virumaa, ali je tek četvrti grad po veličini. Grad je također administrativni centar župe Jõhvi. Nalazi se 50 km od ruske granice.
Jõhvi se prostire na 7,62 km² i ima 16.850 stanovnika (2009.). Etnički Estonci su manjina u Jõhviju, a oko 58% gradskog stanovništva su ili ruski imigranati koji su stigli u Estoniju tijekom sovjetske vladavine Estonijom (1944. – 1991.) ili njihovi potomci.
Jõhvi se prvi put spominje kao naselje 1241. godine. Povijesna imena Jõhvija su Gewi i Jewi. U 13. stoljeću sagrađena je crkva i Jõhvi postaje središte lokalne crkvene župe.
Jõhvi je grad prijatelj s ruskim gradom Kingiseppom u Lenjingradskoj oblasti.

## Vanjske poveznice
- Župa Jõhvi (na ruskom i estonskom)

|  | Zajednički poslužitelj ima još gradiva o temi Jõhvi |